# Sejmik generalny Prus Królewskich
Sejmik generalny Prus Królewskich (niem. General-Landtag des Königlichen Preußens) – zjazd posłów i senatorów z terenów należących do prowincji Prus Królewskich.
W różnych formach instytucje sprawujące jego funkcje istniały w latach 1466–1772.

## Geneza
Wywodzi się on z instytucji stanów pruskich pochodzącej z okresu podlegania tych terenów krzyżackiemu imperium. Po przyłączeniu prowincji do Królestwa Polskiego na mocy II. pokoju toruńskiego przez Kazimierza IV. stopniowo uległ on zmianie w sejmik generalny dla Prus Królewskich (obradował w Malborku lub Grudziądzu).

### Kształtowanie się pruskiego ustroju sejmikowego
Jego istnienie było wyrazem nadania praktycznego wymiaru zasadzie poszanowania partykularnych odrębności prawnych prowincji i ziem.
Prusy Królewskie początkowo cieszyły się szeroką autonomią i były rządzone przez radę, składającą się z przedstawicieli tzw. stanów pruskich, na czele których stał biskup warmiński. W roku 1569 na sejmie lubelskim Prusy Królewskie zostały inkorporowane do Korony. Rada przekształciła się w sejmik generalny, a jej senatorowie i posłowie weszli do Sejmu.
Pruski ustrój sejmikowy nie został ukształtowany od razu w XVI w. chociaż w tym stuleciu stworzono jego zasadniczą strukturę organizacyjną. Za krańcową datę procesu formalizacji pruskiego ustroju sejmikowego można uznać rok 1647, rok wydania przez Władysława IV ordynacji określającej zasady funkcjonowania generału (swoisty regulamin). Jednak na podstawie badań prowadzonych przez prof. Stanisława Achremczyka należy przyjąć, że proces ten trwał do końca tego stulecia, gdy następowała coraz to dalej posunięta formalizacja.

## Zasady funkcjonowania pruskiego sejmiku generalnego

### Zwołanie sejmiku
1. Wysłanie przez kancelarię królewską listów intencjonalnych, skierowanych do senatorów i ważniejszych urzędników, uniwersałów do szlachty, oraz vocatoriów skierowanych do 3 „wielkich” i 28 mniejszych pruskich ośrodków miejskich. Dokonywało się to za pośrednictwem najstarszego rangą senatora – Prezydenta Prus Królewskich, którym był zazwyczaj biskup warmiński. W przypadku, gdy nie był on jeszcze zaprzysiężony przez stany pruskie zadanie to należało do biskupa chełmińskiego, a w dalszej kolejności wojewody chełmińskiego (najstarszego przysięgłego senatora świeckiego[2]). Przewidziano również sytuację, w której żaden z 11 senatorów pruskich nie złożył przysięgi przed stanami, w takim wypadku dokumentację sejmikową otrzymywać miały wielkie miasta. („W normalnej sytuacji biskup warmiński po otrzymaniu dokumentacji sejmikowej rozsyłał ją do kancelarii grodzkich i wielkich miast.”[2])
2. Zgodnie z konstytucją sejmową przyjętą w 1683 r. uniwersały ogłaszał szlachcie na dwa lub trzy tygodnie przed rozpoczęciem obrad. Struktura sejmików miała charakter wertykalny, szlachta początkowo zjeżdżała się na sejmiki powiatowe (odbywały się dwa/trzy dni przed wojewódzkim), następnie wojewódzki (cztery lub pięć dni przed generalnym), by finalnie zebrać się na sejmiku generalnym (z reguły około miesiąca przed sejmem).
3. Szlachta właściwa dla danego powiatu sejmikowała w jego głównym ośrodku – powiatu świeckiego w Swieciu, puckiego w Pucku. Odmiennie prezentowała się sytuacja Gdańska, Nowego i Tczewa, których reprezentanci nie zbierali się na sejmikach powiatowych, lecz dopiero na szczeblu wojewódzkim. Szlachta z powiatu świeckiego w połowie XVII w. uzyskała prawo udawania się po odbyciu swego sejmiku bezpośrednio generał, bez udziału w zjeździe wojewódzkim odbywającym się w Starogardzie. Szlachta chełmińska, podobnie jak malborska, brała udział jedynie w sejmikach wojewódzkich zwane też partykularnymi, chełmińska do Kowalewa, a malborska do Sztumu. Zgodnie z uchwałami sejmiku generalnego dopiero po zakończeniu sejmikach partykularnych mógł zebrać się i przystąpić do obrad generał. Nie był to jedyny warunek, by mógł on obradować, konieczna była obecność posła królewskiego, przynajmniej jednego senatora i przedstawicieli wielkich miast.

### Sejmik generalny[3]

#### Skład Sejmiku Generalnego Prus Królewskich
- Senat – składał się z dwóch biskupów (warmińskiego i chełmińskiego), trzech wojewodów: chełmińskiego, malborskiego i pomorskiego ; trzech kasztelanów: chełmińskiego, elbląskiego i gdańskiego; trzech podkomorzych: chełmińskiego, malborskiego i pomorskiego oraz sześciu reprezentantów wielkich miast – po dwóch z Torunia, Gdańska i Elbląga.

- Izba poselska (szlachecka) – do około 1660 r. składała się z posłów szlacheckich i małych miast. Po pozbawieniu małych miast prawa udziału w obradach generału w izbie niższej zasiadała jedynie szlachta – posłowie wojewódzcy.

#### Miejsca zwoływania Sejmiku Generalnego i zasada alternaty
Zgodnie z zasadą alternaty, miały odbywać się na przemian w Grudziądzu i Malborku. Do połowy XVII w. zbierały się w różnych miasteczkach pruskich i alternata praktycznie nie obowiązywała. Ponieważ w związku z tym pojawiały się liczne narzekania szlachty prowadzące nie tylko do nieporozumień z centralnymi ośrodkami władzy, ale i do konfliktów wewnętrznych. W związku z tym w 1687 r. uchwalono laudum dokładnie precyzujące funkcjonowanie alternaty. Według niej alternata miała obowiązywać tylko, gdy sejmik zerwany podczas obrad został otwarty, a obrady rozpoczęte: to znaczy, gdy szlachcie przeczytano propozycje królewskie i w izbie niższej został wybrany marszałek.

#### Przewód sejmowy Generału, zakończenie obrad
Zasady obrad powstały ewolucyjnie, poprzez doświadczenia uczestniczącej w niej szlachty. W miarę zwoływania kolejnych sejmików ustalono, że obrady, mające trwać nie dłużej niż trzy dni, rozpoczynano w godzinach przedpołudniowych od wysłuchania mszy i uroczystego kazania. Potem udawano się do ratusza, gdzie następowało uroczyste rozpoczęcie obrad przez pruskiego senatora seniora (zazwyczaj był nim biskup warmiński). Po otwarciu obrad odbierano przysięgi od nowych senatorów, a następnie w asyście specjalnej delegacji wchodził na salę obrad poseł królewski. Przekazywał on prezydentowi obrad przywiezione pisma i po przeczytaniu ich przez sekretarza toruńskiego razem ze swoją asystą powracał do miejsca swojego zakwaterowania. Na tym etapie był to koniec wspólnych obrady izb które do chwili obioru marszałka poselskiego przez izbę niższą odbywały osobne posiedzenia. W momencie dokonania wyboru marszałka następowało połączenie izb i odtąd aż do zakończenia obrad wspólnie dyskutowano problemy uzgodnione na osobnych posiedzeniach. Tworzono odpowiedź dla posła królewskiego, instrukcję poselską, uchwalano lauda. Po zakończeniu obrad, wszystkie uchwały przepisywali sekretarze miejscy po czym pieczętowano je w Elblągu.